# Vion N.V.
VION N.V. er en nederlandsk kødproducent med hovedkvarter i Boxtel. Virksomheden ejes af Zuidelijke Land- en Tuinbouworganisatie (ZLTO), en landbrugsorganisation med 13.000 medlemmer.
VION Food Group blev etableret i 2003 ved en fusion mellem Dumeco, Hendrix Meat Group, Moksel og NFZ (Nordfleisch). De primære produkter omfatter svinekød, oksekød, forskellige kødprodukter til detailhandlen og forskellige kødalternativer.
Vion fokuserer primært på Nederlandene og Tyskland.